# Berekböszörmény, Hajdú-Bihar
Berekböszörmény  este un sat în districtul Berettyóújfalu, județul Hajdú-Bihar, Ungaria, având o populație de 1.905 locuitori (2011). 

## Demografie
Componența etnică a satului Berekböszörmény
     Maghiari (80,54%)
     Romi (17,3%)
     Români (1,86%)
     Bulgari (0,29%)
Componența confesională a satului Berekböszörmény
     Reformați (50,39%)
     Fără religie (22,26%)
     Romano-catolici (4,72%)
     Ortodocși (1,1%)
     Necunoscută (20,94%)
     Alte religii (4,36%)
Conform recensământului din 2011, satul Berekböszörmény avea 1.905 locuitori. Din punct de vedere etnic, majoritatea locuitorilor (80,54%) erau maghiari, existând și minorități de romi (17,3%) și români (1,86%).  Din punct de vedere confesional, majoritatea locuitorilor (50,39%) erau reformați, existând și minorități de persoane fără religie (22,26%), romano-catolici (4,72%) și ortodocși (1,1%). Pentru 20,94% din locuitori nu este cunoscută apartenența confesională.